# Малаколимаксы
Малаколимаксы (лат. Malacolimax) — род наземных стебельчатоглазых брюхоногих моллюсков семейства лимацид (Limacidae).

## Описание
Небольшие слизни (длина ползущей особи до 50, сокращённой — до 35 мм), с очень коротким и нечётким килем. Пневмостом лежит сильно постмедиально. Кожа мягкая, тонкая и просвечивающая. Живые слизни одноцветные, после фиксации на мантии могут появиться нечёткие серые полосы. Подошва одноцветная. Слизь прозрачная, бесцветная или жёлтая.
Срединный и боковые зубы радулы трёхзубцовые, лишь самые внешние боковые иногда двухзубцовые (без эндокона). Краевые зубы двух типов: несколько внутренних однозубцовые — шиповидные, остальные двухзубцовые (за счёт вторичного дополнительного зубца).
Кишечник не перекручен; вторая петля заметно короче третьей, оба колена которой (5-е и 6-е) лежат почти параллельно друг к другу. Слепой кишки нет. Левая доля печени образует вершину внутренностного мешка.
Ось сердца наклонена по углом 45°. Аорта длинная. Основание полового ретрактора крепится к диафрагме перед сердцем.
Гонада лежит позади или под второй петлёй кишечника. Короткий семяпровод, постепенно расширяясь, впадает в задний конец мешковидного или короткоцилиндрического пениса. Внутри пениса находится крупная складка с небольшим стимулятором. Пенис и семяпровод не соединены перепонкой. Длина пениса значительно меньше длины тела. Семяприёмник впадает в пенис вблизи от атриума.
Ретрактор правых щупалец проходит через щель между пенисом и яйцеводом, так что семяпровод остаётся позади него, то есть как у Caspilimax и Svanetia.

## Распространение
Бо́льшая часть Европы и Канарские острова.

## Классификация
В состав рода входят 4 вида:
- Malacolimax kostalii Babor, 1900
- Malacolimax mrazeki (Simroth, 1905)
- Malacolimax tenellus (O. F. Müller, 1774)typus — малаколимакс нежный[6]
- Malacolimax wiktori M. R. Alonso & Ibáñez, 1989

## Таксономия
Род Malacolimax был введён Аугустом Вильгельмом Мальмом в 1868 году. Ряд старых авторов описали несколько видов из Алжира, Туниса и Палестины, которые без исследования внутреннего строения отнесли к этой группе. Вид Agriolimax (Malacolimax) kervillei, описанный в 1907 году из Туниса, в настоящее время считается синонимом Letourneuxia nyctelia.